# Ernest Bloch
 Ikke at forveksle med den tyske filosof Ernst Bloch, 1885-1977
Ernest Bloch (født 24. juni 1880 i Genéve, Schweiz død 15. juni 1959 i Portland, USA) var en schweizisk/amerikansk komponist og dirigent.
Emigrerede til Amerika i 1916 og blev amerikansk statsborger i 1924. 
En ikke ringe del af hans produktion særlig fra omkring 1915 til 1930 er knyttet til jødisk tradition.
Han har komponeret 8 symfonier, orkesterværker, koncerter for mange instrumenter etc.
Bloch hører til de vigtigste schweiziske komponister i det 20. århundrede. 

## Udvalgte værker
- ""Begravelsessymfoni"  (nr. 1)(1895) (ikke orkestreret) - for orkester
- "Orientalsk" Symfoni (nr. 2) (1896) - for orkester
- Symfoni (i Cis-mol) (nr. 3) (1901-1902) - for orkester
- Israel Symfoni (nr. 4) (1912-1916) - for 2 sopraner, 2 kontraalter, bas og orkester
- "Amerika" Symfoni (nr. 5) (1926) - for kor og orkester
- "Lille" Symfoni (nr. 6) (1952) - for kammerorkester
- Trombonesymfoni (nr. 7) (1954) - for trombone og orkester
- Symfoni (i Eb) (nr. 8) (1954-1955) - for orkester
- "Schelomo" Hebraisk rapsodi  (1916) - for cello og orkester
- "Hebraisk" suite (1923) - for violin og klaver
- "En stemme i vildmarken" (1937) (Symfonisk digtning) - for cello og orkester
- "Avodat Hakodesh synagoge" (1934) - for blandet kor og orkester